# Франсіс Перес Малья
Франсіс Перес Малья (ісп. Francis Pérez Malia, нар. 17 грудня 1981, Кадіс) — іспанський футболіст, що грав на позиції правого захисника, зокрема за «Херес» та «Расінг» (Сантандер).

## Ігрова кар'єра
Народився 17 грудня 1981 року в місті Кадіс. Вихованець юнацьких команд футбольних клубів «Барбате» та «Херес». У дорослому футболі дебютував 1998 року виступами за головну команду останнього клубу, в якій протягом двох сезонів взяв участь у 9 матчах третього іспанського дивізіону. 
2000 року дебютував на рівні Сегунди, провівши декілька ігор в оренді «Хетафе». Згодом у 2001–2003 роках також на правах оренди грав за третьолігові «Сан Фернандо» та «Есіху».
Повернувшись з оренди, від початку сезону 2003/04 отримав місце в основному складі «Хереса». Був основним правим захисником команди протягом наступних семи сезонів, включаючи сезон 2009/10, який команда проводила в елітній Ла-Лізі.
2010 року залишив команду, яка не змогла зберегти місце у найвищому дивізіоні, і перебрався до «Расінга» (Сантандер), продовживши ще на два сезони виступи в еліті. Згодом протягом 2012–2016 років захищав кольори «Расінга» на рівні другого і третього іспанських дивізіонів, після чого оголосив про завершення ігрової кар'єри.